# Oenothera tafiensis
Oenothera tafiensis är en dunörtsväxtart. Oenothera tafiensis ingår i släktet nattljussläktet, och familjen dunörtsväxter.

## Underarter
Arten delas in i följande underarter:
- O. t. parviflora
- O. t. tafiensis